# Blaževdol
Blaževdol är en ort i Kroatien.   Den ligger i länet Zagrebs län, i den nordöstra delen av landet, 24 km nordost om huvudstaden Zagreb. Blaževdol ligger 141 meter över havet och antalet invånare är 399.
Terrängen runt Blaževdol är platt åt sydost, men åt nordväst är den kuperad. Runt Blaževdol är det ganska tätbefolkat, med 67 invånare per kvadratkilometer. Närmaste större samhälle är Sesvete, 14,5 km sydväst om Blaževdol. Omgivningarna runt Blaževdol är en mosaik av jordbruksmark och naturlig växtlighet.